# Documento de identidad (Uruguay)

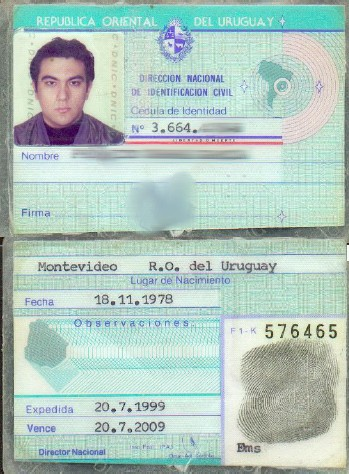
Carta d'identità dell'Uruguay nel 1999 (prima di essere ribattezzata "Documento d'identità").

Il Documento di identità uruguaiano (prima di diventare elettronico conosciuto in spagnolo come "Cédula de identidad") è rilasciato dal Ministero dell'Interno e dalla Dirección Nacional de Identificación Civil (DNIC) dell'Uruguay. È obbligatorio e fondamentale per svolgere varie pratiche, sia a livello governativo che privato. Il documento è obbligatorio per tutti gli abitanti dell'Uruguay, siano essi cittadini naturali e legali o stranieri residenti nel paese, compresi i bambini a partire dai 45 giorni di età.

## Caratteristiche

### Vecchio documento o "Cédula de identidad"
Fino al 2015 è stato rilasciato un cartoncino plastificato largo circa 9 cm e alto circa 5 cm, prevalentemente di colore verde acqua, con al centro la Bandiera dei Trentatré Orientali e la scritta "Libertad o Muerte". Sul retro compare la foto del proprietario, il numero assegnato dalla D.N.I.C. (che include un autogenerato o cifra di verifica), il nome completo seguito dal cognome e la firma corrispondente (o l'indicazione di non sapere o non poter firmare).
Nel retro sono presenti anche la nazionalità, la data di nascita, la data di emissione del documento e la data di scadenza dello stesso (solitamente 10 anni dopo la data di emissione, se viene rilasciato dopo i 70 anni di età, ha validità a vita e per i bambini la validità è di cinque anni). Si trova anche l'impronta digitale del pollice destro e, se necessario, delle osservazioni. Dal 2010 sono state introdotte ulteriori misure, come una foto e un codice a barre.
Viene utilizzato per tutte le transazioni, dalle transazioni con carta di credito alla verifica dell'identità, alla verifica dell'età, ecc.

### Ridenominazione dei documenti e nuovo formato elettronico
Nel 2015, la cédula de identidad uruguaiana ha subito un cambiamento significativo, adottando ulteriori misure di sicurezza e controllo. Da questo momento in poi, non è più chiamata "Cédula de identidad" in spagnolo, ma "Documento de identidad". È stata anche fornita di una traduzione in portoghese.
Ad esempio, riporta "Apellido/Sobrenome" (Cognome), "Nombre/Nome" (Nome), "Vencimiento/Vencimento" (Scadenza), tra altre traduzioni. La nuova cédula è realizzata in policarbonato ed è stampata con incisione laser, garantendo così una durata desiderata di 10 anni e impedendo la cancellazione o la sostituzione dei dati in essa contenuti, in quanto il policarbonato viene bruciato dal laser. Inoltre, dispone di misure di sicurezza di primo livello, visibili a occhio nudo (ad esempio, trame guilloché e inchiostro OVI), misure di secondo livello, visibili solo con strumentazione specifica come la luce nera o un microscopio (ad esempio, microtesto e ologrammi UV), e misure di terzo livello, che richiedono strumentazione specifica e sono conosciute solo dalla D.N.I.C.
Dal punto di vista elettronico, la cédula degli adulti dispone di due chip, uno visibile e a contatto e uno invisibile e senza contatto. Il chip senza contatto contiene il documento di viaggio elettronico, conforme alle normative ICAO per i documenti di viaggio elettronici. Sebbene non sostituisca il passaporto a causa delle regolamentazioni ICAO, offre funzionalità analoghe al chip senza contatto dei nuovi passaporti e consente il controllo automatico dell'immigrazione presso le stazioni che lo consentono nei paesi in cui è possibile viaggiare con la cédula (Sudamerica), come negli eGates dell'Aeroporto di Carrasco. Il chip a contatto contiene applicazioni destinate all'identificazione elettronica delle persone, pensate per l'uso in contesti di servizi elettronici, sia pubblici che privati. In questo senso, dispone di una funzionalità per leggere elettronicamente tutti i dati del titolare (Identificazione), una per confrontare elettronicamente l'impronta digitale di una persona con quella memorizzata per verificare se è effettivamente il proprietario della cédula (Match-On-Card) e dispone di un paio di chiavi e un certificato elettronico per l'autenticazione e la firma elettronica avanzata delle persone.
Per gli stranieri, la cédula è di colore giallo anziché blu e reca la scritta "Extranjero" (Straniero). Nel caso dei cittadini naturalizzati (cittadini legali), non vengono ancora emesse cédulas conformi alla normativa ICAO 9303-3 7.1, poiché la DNIC interpreta la nazionalità in modo diverso dai concetti internazionali e riporta il paese o territorio di nascita del cittadino naturalizzato uruguaiano, anziché la sua cittadinanza "uruguaiana". Ciò comporta il rifiuto da parte degli eGates e da parte delle autorità migratorie di altri paesi, poiché i campi di paese di emissione e paese di cittadinanza/nazionalità non coincidono. In alcuni casi, ciò comporta l'emissione di cédulas con una nazionalità che l'individuo non possiede o una nazionalità che non esiste (se è nato in un paese che non esiste più o in un territorio senza cittadinanza propria).
È importante notare che la cédula di identità elettronica dei minori non dispone di alcun chip.

#### Applicazioni e usi del chip senza contatto
Il chip senza contatto del documento elettronico contiene l'applicazione del documento di viaggio elettronico. Tale applicazione è completamente compatibile con le specifiche stabilite nel documento ICAO 9303 per i documenti di viaggio elettronici e con le informazioni biometriche, quindi qualsiasi sistema che implementi la lettura di questo tipo di documenti, compresi gli eGates, sarà in grado di leggere e convalidare le informazioni della persona dalla sua CI elettronica in modo wireless. Il suo utilizzo è pensato per controlli migratori automatici, in cui il sistema di controllo può leggere elettronicamente i dati del viaggiatore e, attraverso il riconoscimento facciale, verificarne l'autenticità. Poiché legge anche le informazioni di identificazione della persona, può effettuare qualsiasi controllo aggiuntivo che ritenga necessario, come la verifica contro elenchi di persone autorizzate a viaggiare per qualsiasi motivo legale applicabile. Sebbene il documento di viaggio per eccellenza sia il passaporto, che è anche elettronico con la stessa tecnologia, la CI può essere utilizzata come documento di viaggio in Sud America e quindi può essere utilizzata anche in forma elettronica. Senza pregiudicare tutto ciò, è possibile utilizzare anche questa applicazione del documento di viaggio per qualsiasi scopo, leggendo opportunamente le informazioni con un lettore senza contatto in qualsiasi sistema.
Per prevenire la lettura non autorizzata dei dati, ad esempio da parte di un lettore nascosto per strada, il chip dispone di una protezione di tipo BAC - Basic Access Control. Tale meccanismo richiede la presentazione di un segreto condiviso per leggere i dati. Come indicato nelle specifiche di ICAO, questo segreto può essere derivato in modo semplice da informazioni presenti nel documento, e fa parte della MRZ (Machine Readable Zone) e può essere letto otticamente da una macchina. Ciò significa che quando si desidera leggere elettronicamente il documento volontariamente, ad esempio in un controllo migratorio, la procedura è molto semplice, ma rende impossibile la lettura dei dati in modo nascosto, evitando così abusi sulla privacy della persona. Inoltre, il chip dispone di una protezione mediante Active Authentication, che consiste essenzialmente nella firma elettronica dei dati da parte dell'autorità emittente, in questo caso la DNIC, ma anche il chip dispone di una chiave privata mediante la quale è possibile autenticarlo e determinare così che non sia stato clonato.

#### Applicazioni ed utilizzo del chip con contatto
Si tratta del chip visibile della cédula ed è un chip conforme alla normativa ISO/IEC 7816 in tutte le sue sezioni. Per accedervi, è necessario un lettore di carte intelligenti standard, che può essere ottenuto sul mercato, su terminali POS standard (la stessa interfaccia fisica delle carte EMV) e talvolta è integrato in alcuni computer personali (sia PC Windows che alcuni modelli di Macintosh).
Questo chip dispone di diverse funzionalità, che possono essere concettualmente raggruppate in tre applicazioni:
1. Identificazione
- Acquisizione dei dati visibili sulla plastica (ad eccezione dell'immagine dell'impronta digitale e dell'immagine della firma) in formato elettronico, consentendo così la lettura automatica da parte di un sistema informatico, evitando la digitazione manuale e semplificando i processi di registrazione, ad esempio.

2. Match on Card
- Confronto biometrico di un'immagine dell'impronta digitale acquisita con le impronte digitali della persona memorizzate nel documento. Consente di verificare in modo sicuro che una persona sia effettivamente il proprietario di un documento d'identità specifico, evitando così la tradizionale verifica umana di confronto tra la persona e la foto stampata e riducendo notevolmente il rischio di furto d'identità.

3. Firma Elettronica Avanzata
- La cédula contiene un paio di chiavi e un certificato di Firma Elettronica Avanzata di Persona Fisica. Questa applicazione consente di utilizzare il chip per apporre una firma elettronica avanzata su un documento o effettuare un'autenticazione forte utilizzando le chiavi e il certificato. La sua attivazione richiede l'inserimento di un PIN scelto dall'utente al momento del rilascio del documento.

Conformemente alla specifica ISO 7816, sezione 4, la cédula elettronica è utilizzata in un sistema al quale è collegata attraverso lo scambio di comandi e risposte dell'Application Protocol Data Unit (APDU), quindi qualsiasi utilizzo dello stesso può essere effettuato scambiando i comandi appropriati. Il vantaggio di questi comandi è la flessibilità, poiché è possibile accedere direttamente a ciascuna funzione della CI, a un livello molto più basso rispetto alle tre applicazioni precedentemente menzionate. Lo svantaggio sta nel fatto che il livello di complessità è elevato, poiché i comandi e le risposte sono essenzialmente sequenze di byte con una struttura minima, e inoltre è necessario accedere direttamente all'hardware, quindi il software deve essere eseguito sulla macchina a cui la CI è direttamente collegata (macchina cliente in un'architettura Web o client-server).

## Utilizzo all'estero
I titolari del Documento di identità uruguaiano possono entrare senza passaporto in tutti i paesi membri e associati al Mercado Común del Sur (Mercosur), che comprende un totale di nove nazioni del Sud America.